# Martin Rettl
Martin Rettl (n. 25 noiembrie 1973, Innsbruck, Austria) este un sportiv ce a reprezentat Austria, medaliat olimpic. A participat la 2 ediții ale Jocurilor Olimpice (2002, 2006) în care a câștigat o medalie de argint.